# إلمر أندروود
إلمر أندروود (بالإنجليزية: Elmer Underwood)‏ هو مصور أمريكي، ولد في 1859 في مقاطعة فولتون في الولايات المتحدة، وتوفي في 1947 في سانت بيترسبرغ في الولايات المتحدة.